# داميان غروسو
داميان غروسو (بالإسبانية: Damián Grosso)‏ هو لاعب كرة قدم أرجنتيني في مركز حراسة المرمى، ولد في 6 فبراير 1975 في مدينة كاستيلار في الأرجنتين. لعب مع انيستتوتو وتاليريس كوردوبا وتيبورونيس روخوس دي فيراكروز وذي سترونغيست وفيرو كاريل أويستي وكيلمس ونادي أتلانتي ونادي ألماجرو.